# Matthew McConaughey
Matthew David McConaughey (udtales məˈkɑnəˈheɪ, født 4. november 1969) er en amerikansk skuespiller. Han er bedst kendt for sine roller i Interstellar, The Wedding Planner, How to Lose a Guy in 10 Days og Dallas Buyers Club.

## Opvækst
McConaughey blev født den 4. november 1969 i Uvalde, Texas, USA, som den yngste af tre brødre, som søn af Mary "Kay" Kathlene (pigenavn McCabe) en lærervikar på en skole og James Donald McConaughey, en tankstationejer og som engang har spillet amerikansk fodbold for Green Bay Packers . McConaughey er af irsk herkomst og han beskriver sig selv som en konservativ kristen . McConaugheys forældre er blevet skilt og gift med hinanden flere gange og McConaughey siger om forholdet: "...et elskende, men ustabilt forhold..." .
McConaughey flyttede til Longview, Texas i 1980, hvor han dimitterede fra "Longview High School" i 1988, hvor han var blevet tildelt æren som "Den Mest Lækre" . Han boede ét år i Warnervale, NSW, Australien, som Rotary-udvekslingsstudent .

## Karriere
McConaughey første professionelle job var i en reklame for øl. Han begyndte sin skuespilskarriere i 1991 i studenterfilm og tv-reklamer i Texas, inden han fik rollen i Richard Linklaters film Dazed and Confused i 1993 efter at have mødt casting-instruktøren Don Phillips på en bar i nærheden af "University of Texas at Austin". I samme periode spillede McConaughey den tilsidesatte kæreste i countrysangerinden Trisha Yearwoods musikvideo til sangen, "Walkaway Joe". Efter nogle små roller i Angels in the Outfield, Texas Chainsaw Massacre: The Next Generation og Boys on the Side og i tv-serien Unsolved Mysteries fik han sit store gennembrud som advokaten Jake Brigance i filmen A Time to Kill fra 1996, der er baseret på John Grishams roman af samme navn. I 1997 vandt McConaughey en MTV Movie Award for sit store gennembrud i en rolle. Han blev også nomineret to gange til en Blockbuster Entertainment Award.
McConaughey afslog en rolle i filmen The Jackal fra 1997 og blev samme år overvejet til en rolle i filmen Speed 2: Cruise Control. McConaughey blev også overvejet til rollen som "Jack" i filmen Titanic. Han spillede senere "Dirk Pitt" i filmen Sahara, hvor han hævder at have fundet "Titanic" på et andet eventyr.
McConaughey fik flere hovedroller i film som Contact, Amistad, The Newton Boys, Edtv og U-571. Men i de tidlige 2000'ere fik McConaughey ofte roller i romantiske komedier som The Wedding Planner og How to Lose a Guy in 10 Days, som begge gav godt i billetindtægter. I denne periode, var McConaughey med som brandmand i low-budget filmen Tiptoes overfor Rene Russo i Two For The Money, som en protege til Al Pacinos spillestorhed og i Frailty, i en rolle meget anderledes rolle som seriemorder overfor Bill Paxton.
McConaughey var med i filmen Sahara (budget $130 million) med Steve Zahn og Penélope Cruz. Før filmens release ville McConaughey reklamere for filmen ved at gentage en sejltur ned ad Amazonfloden og ved at vandre til Mali. I 2005 udråbte People McConaughey til den "Mest Sexede Levende Man". I 2006 medvirkede McConaughey i filmen Failure to Launch/Så Flyt Dog sammen med Sarah Jessica Parker, som forventet gav godt i billetindtægter. McConaughey lagde også stemme til en tv-kampagne for Peace Corps sidst i 2006. McConaugheys produktionsfirma, j.k. livin, er i øjeblikket i gang med nogle projekter med andre produktionsfirmaer, som Warner Bros., Universal, Paramount Pictures and Imagine Entertainment og kan nyligst ses i fodbolddramaet We Are Marshall.
I september 2007 blev det offentligtgjort, at McConaughey skulle slutte sig til Ben Stiller's Tropic Thunder for at overtage Owen Wilsons rolle.

## Privat
Den 24. oktober 1999 blev McConaughey arresteret i sit eget hjem i Austin, Texas, for besiddelse af cannabis (hash) og for at nægte sig anholdelse. Politiet var blevet tilkaldt kl. 2.30 om natten på grund af støj. Ifølge politiets reporter dansede McConaughey nøgen rundt og slog på en bongotromme sammen med en ven, Cole Hauser, en skuespilskollega fra Dazed and Confused . Stofanklagerne blev frafaldet, men han blev dømt til at betale en bøde på $50 for at bryde lov og orden.
McConaughey var med til at redde hunde, katte og andre kæledyr i New Orleans efter stormen Katrina. I 2006 i Sherman Oaks, California, reddede han en kat fra to unge mennesker, der havde overøst dyret med hårspray og ville sætte ild til det. Han ejer en kæmperanch i Austin, Texas, der måler 648 hektar.
McConaughey er medlem af Delta Tau Delta-broderskab, et højtranket nationalt broderskab.
"Extra, NBC" skrev i 2006, at McConaughey erkendte, at han ikke går med undertøj og siger, at han ikke bruger cologne eller deodorant, fordi han ikke vil lugte som alle andre. Det fik efterfølgende deodorantfabrikanten "Axe" til at tilbyde McConaughey et års forbrug af deres deodorant.
Den 19. december 2006 tilføjede eBay et billede af McConaughey og nogle autograferede genstande, som McConaughey havde doneret for at rejse penge til velgørenhed, og den gestus blev dagens "It". McConaughey er også fan af WWE Monday Night RAW, og han hævder aldrig at have misset ét afsnit.
McConaugheys kærlighedsliv har været meget i tabloidpressens søgelys. Han har været kæreste med forskellige skuespillerinder, deriblandt Sandra Bullock, Ashley Judd, Salli Richardson og Penélope Cruz. De to havde været sammen siden 2004, efter Cruz' forhold til Tom Cruise sluttede. McConaughey og Cruz gik fra hinanden i april 2006. Samme år blev han udnævnt til en af "People Magazine"s "Hottest Bachelors".
I 2007 blev han kæreste med den brasilianskfødte model Camila Alves. Den 15. januar 2008 fortalte McConaughey på sin hjemmeside, at han og Alves skulle være forældre til efteråret 2008, og den 7. juli 2008 blev han og Alves forældre til sønnen, Levi Alves McConaughey. Sønnen er begge forældres første barn. Den 3. januar 2010 blev de forældre til en pige, Vida Alves McConaughey. I juni 2012 blev parret gift, og de fik endnu en søn, Livingston Alves McConaughey, i december samme år.
McConaughey er en Washington Redskins og University of Texas at Austin football-fan. Han dyrker desuden hobbyer som løb, surfing, svømning og cykling.
McConaughey er privat gode venner med Lance Armstrong og Jake Gyllenhaal.
McConaughey er angiveligt halvbror til skuespilleren Woody Harrelson, da McConaugheys mor havde et forhold til Harrelsons far i perioden omkring undfangelsen af McConaughey.

## Filmografi
| År   | Titel                                        | Rolle                             | Bemærkninger |  |
| ---- | -------------------------------------------- | --------------------------------- | --- |  |
| 1993 | My Boyfriend's Back                          | Teenager der henter en film       | |  |
| 1993 | Dazed and Confused                           | David Wooderson                   | |  |
| 1994 | Angels in the Outfield                       | Ben Williams                      | |  |
| 1995 | Texas Chainsaw Massacre: The Next Generation | Vilmer                            | |  |
| 1995 | Boys on the Side                             | Officer Abe Lincoln               | |  |
| 1996 | A Time to Kill                               | Jake Tyler Brigance               | |  |
| 1996 | Lone Star                                    | Buddy Deeds                       | |  |
| 1996 | Glory Daze                                   | Fyr der lejer en bil              | |  |
| 1996 | Larger Than Life                             | Tip Tucker                        | |  |
| 1996 | Scorpion Spring                              | El Rojo                           | |  |
| 1997 | Amistad                                      | Baldwin                           | |  |
| 1997 | Contact                                      | Palmer Joss                       | |  |
| 1998 | The Newton Boys                              | Willis Newton                     | |  |
| 1999 | EDtv                                         | Ed 'Eddie' Pekurny                | |  |
| 2000 | U-571                                        | Lt. Andrew Tyler, ledende officer | |  |
| 2001 | The Wedding Planner                          | Steve "Eddie" Edison              | |  |
| 2002 | Dragejægerne                                 | Denton Van Zan                    | |  |
| 2002 | Thirteen Conversations About One Thing       | Troy                              | |  |
| 2002 | Frailty                                      | Adam Meiks                        | |  |
| 2003 | How to Lose a Guy in 10 Days                 | Benjamin "Ben" Barry              | |  |
| 2004 | Paparazzi                                    | Matthew McCanahey                 | |  |
| 2005 | Two for the Money                            | Brandon Lang                      | |  |
| 2005 | Sahara                                       | Dirk Pitt                         | |  |
| 2006 | We Are Marshall                              | Jack Lengyel                      | |  |
| 2006 | Så Flyt Dog                                  | Tripp                             | |  |
| 2008 | Fool's Gold                                  | Ben "Finn" Finnegan               | |  |
| 2008 | Tropic Thunder                               | Rick Peck                         | |  |
| 2008 | Surfer, Dude                                 | Steve Addington                   | |  |
| 2009 | Forfulgt af eks'erne                         | Connor Mead                       | |  |
| 2011 | Lincoln Lawyer                               | Mick Haller                       | |  |
| 2012 | The Paperboy Mud                             | Ward Jansen Mud                   | |  |
| 2012 | Magic Mike                                   | Dallas                            | Austin Film Critics Association Special Honorary Award Central Ohio Film Critics Association Award for Actor of the Year Independent Spirit Award for Best Supporting Male National Society of Film Critics Award for Best Supporting Actor New York Film Critics Circle Award for Best Supporting Actor Nomineret—Broadcast Film Critics Association Award for Best Supporting Actor |  |
| 2013 | Dallas Buyers Club                           | Ron Woodroof                      | 2014 - Vandt en Oscar - Best Performance by an Actor in a Leading Role 2014 - vandt en Golden Globe - Best Performance by an Actor in a Motion Picture - Drama 2014 - Vandt Screen Actors Guild Award - Outstanding Performance by a Male Actor in a Leading Role |  |
| 2013 | The Wolf of Wall Street                      | Mark Hanna                        | |  |
| 2014 | Interstellar                                 | Cooper                            | |  |
| 2017 | The Dark Tower                               |                                   | |  |
| 2019 | The Gentlemen                                |                                   | |  |

## Priser og nomineringer
Blockbuster Entertainment Awards
- 1998: Nomineret: "Favorite Actor – Drama" for: Contact
- 2001: Nomineret: "Favorite Actor – Action" for: U-571

Florida Film Critics Circle Awards
- 2003: Vandt: "Best Ensemble Cast" for: Thirteen Conversations About One Thing  – Delt med Alan Arkin, Alex Burns, David Connolly, Richard Council, Clea DuVall, Shawn Elliott, Frankie Faison, Malcolm Gets, Peggy Gormley, Amy Irving, Walt MacPherson, James Murtaugh, Barbara Sukowa, Tia Texada, John Turturro og William Wise

Lone Star Film & Television Awards
- 1997: Vandt: "Special Award Rising Star Actor"

MTV Movie Awards
- 1997: Vandt: "Best Breakthrough Performance" for: A Time to Kill

People's Choice Awards, USA
- 2006: Vandt: "Favorite Male Action Star"

Teen Choice Awards
- 1999: Nomineret: "Film – Sexiest Love Scene" for: Edtv  – Delt med Elizabeth Hurley
- 2001: Nomineret: "Film – Choice Chemistry" for: The Wedding Planner  – Delt med Jennifer Lopez
- 2003: Nomineret: "Choice Movie Liar" for: How to Lose a Guy in 10 Days
- Nomineret: "Choice Movie Liplock" for: How to Lose a Guy in 10 Days  – Delt med Kate Hudson
- 2005: Nomineret: "Choice Movie Actor: Action/Adventure/Thriller" for: Sahara
- Nomineret: "Choice Movie Liplock" for: Sahara  – Delt med Penélope Cruz

Academy of motion picture arts and sciences
- 2014: Vandt: "Best Performance by an Actor in a Leading Role" for: Dallas Buyers Club